# Grzech wewnętrzny
Grzech wewnętrzny – chrześcijańska idea, która głosi iż grzech  może zostać popełniony nie tylko poprzez widoczne uczynki, ale także wewnętrzną aktywność umysłu nie manifestującą się w świecie zewnętrznym. Myślozbrodnie są tak stare jak stara jest historia herezji, ale wystąpienie ruchów reformacyjnych w XVI wieku zaowocowało zwołaniem przez Kościół katolicki soboru w Trydencie (Sesja XIV, rozdział V). Sesja ta powtarzając, że wszystkie grzechy śmiertelne muszą zostać wyznane, wyróżniła także nie wypowiedziane, które „czasem poważniej ranią duszę i są bardziej niebezpieczne niż grzechy otwarcie popełnione”.
Kościół katolicki wyróżnia trzy rodzaje grzechów wewnętrznych: 
- delectatio morosa – czerpanie przyjemności z grzesznych myśli lub myślenie o nich bez wyraźnej chęci ich popełnienia;
- gaudium – trwanie w samozadowoleniu z grzechów właśnie popełnionych;
- desiderium – grzeszne pragnienia[3].

## Cytaty z Pisma Świętego
- A Ja wam powiadam: Każdy, kto pożądliwie patrzy na kobietę, już się w swoim sercu dopuścił z nią cudzołóstwa. Mt 5,28
- Niechże więc grzech nie króluje w waszym śmiertelnym ciele, poddając was swoim pożądliwościom. Rz 6,12